# Schlitzie

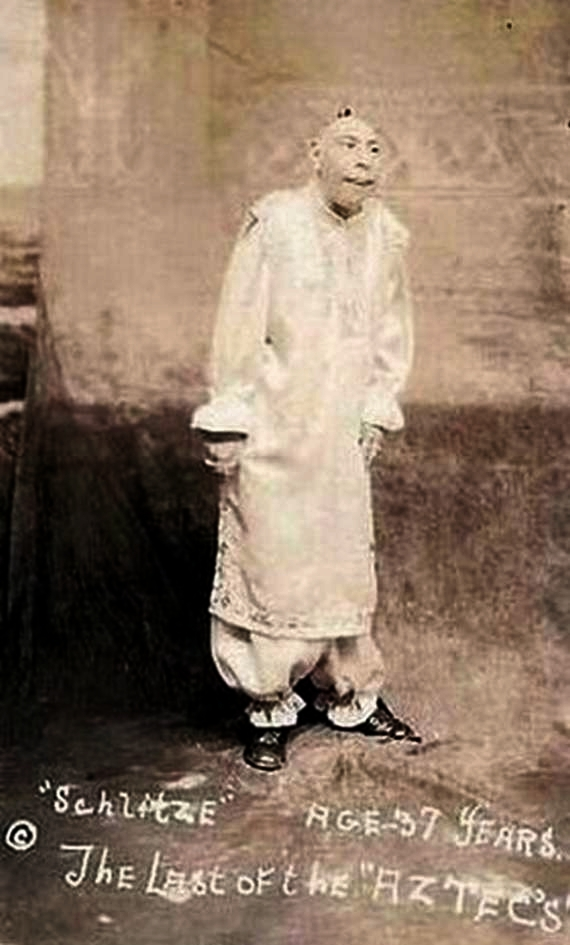
Schlitzie (1938)

Schlitzie auch Schlitze, Shlitze the Pinhead oder Simon Metz genannt; sterbeurkundlich erfasst als Shlitze Surtees (* 10. September 1901 in New York City; † 24. September 1971 in Los Angeles) war ein US-amerikanischer, geistig behinderter Darsteller, der aufgrund eines fehlgebildeten Kopfes als so genannte Sideshow-Attraction oder Zirkuskuriosität vorgeführt wurde und durch den Horrorfilm Freaks von Tod Browning 1932 einem größeren Publikum bekannt wurde.

## Leben

### Herkunft und Jugend
Schlitzie, dessen Vorgeschichte ebenso unbekannt ist wie seine Eltern oder genaue Lebensdaten, wurde mit einer Mikrozephalie geboren. Er hatte einen konisch verformten Schädel, Mandelaugen und dysmorphe Gesichtszüge. Die Ursache seiner Fehlbildungen ist bislang nicht bekannt. Schlitzie blieb zeitlebens auf dem geistigen Entwicklungsstand eines dreijährigen Kindes, weshalb er für alltägliche Dinge oft auf fremde Hilfe angewiesen war und bis auf ein nachahmend-mimisches Talent zu keiner Konversation fähig war. Das Publikum hielt ihn zumeist für eine Frau, weil er gewöhnlich ein einfaches, hawaiisch „Muʻumuʻu“ genanntes Kleid trug. Häufig wurde Schlitzie ganz beliebig als „Er“ oder „Sie“ bezeichnet. Der Legendenbildung zufolge soll er das Kind einer prominenten Familie aus Santa Fe, New Mexico, gewesen sein und eine ähnlich behinderte Schwester namens Athelia gehabt haben, die ebenfalls eine Sideshow-Attraction war. Wahrscheinlich wurde Schlitzie einfach von den Eltern an fahrendes Volk verkauft und – entsprechend den Gepflogenheiten der damaligen Wanderzirkusse – schlichtweg „Eigentum“ von Schaustellern.

### Karriere
Zwischen 1924/25 tauchte Schlitzie erstmals mit dem Congress of Freaks im Programm von P. T. Barnums Ringling Bros. and Barnum & Bailey Circus in New Yorks Madison Square Garden auf. Weitere Akteure waren das „Koo-Koo the Bird Girl“ und der kleinwüchsige „Harry Doll“ alias Harry Earles, die später ebenfalls Rollen in Brownings Spielfilm hatten.
1928 wurde Schlitzie an die Vergnügungsparks auf Coney Island und an das Playland at the Beach in San Francisco weitergereicht und erschien in dem Stummfilm The Sideshow von Erle C. Kenton. 1932 folgte schließlich der von MGM produzierte Tod Browning-Film Freaks. Im Anschluss wurde Schlitzie in den Filmstudios herumgereicht und tauchte bis Mitte der 1930er als kreatürliches Beiwerk in kurzen Nebenrollen auf: unter anderem als Tiermensch in dem Erle C. Kenton-Film Island of Lost Souls (Insel der verlorenen Seelen) mit Charles Laughton und Bela Lugosi bei Paramount und 1934 als „Cameo-Auftritt“ in Tomorrow’s Children, einem staatlich subventionierten „Aufklärungsfilm“ in Sciencefiction-Manier, der das Thema Eugenik thematisiert. 
Von 1936 bis 1937 erschien Schlitzie, nun als „Schlitzie Metz“ plakatiert, in mehreren Sideshows eines Tom Metz, die im Rahmenprogramm des Tom Mix Circus vorgeführt wurden. In dieser Show gab es wiederum eine Schimpansendressur, die von dem Tierhändler und Jahrmarktsbeschicker George Surtees vorgeführt wurde; mutmaßlich „wechselte“ Schlitzie zu diesem Zeitpunkt den Betreuer, wodurch sich der spätere, in die kalifornische Sterbeurkunde eingetragene Nachname des nun „staatlich legalisierten“ Vormundes Surtees ergab. Ein damals anwesender Zeitungsfotograf identifizierte ihn später als „Schlitzie Metz“, die Herkunft des Namens „Simon Metz“ ist indes ungeklärt.
In den Folgejahren erschien Schlitzie in diversen Wanderzirkussen und Shows wie dem Clyde Beatty Circus, Ringling Bros. and Barnum & Bailey, Cole Bros.,Vanteen & Lee Circus Sideshow, dem Dobritsch International Circus sowie den Combined Shows und West Coast Shows von Foley & Burke.
In der Manege beschränkten sich Schlitzies Fähigkeiten auf Publikumsbelustigungen und einfache Clownerien mit kleinen Sing- und Tanzeinlagen, bis „10“ zählen oder Possen reißend und händeschüttelnd durch das Publikum rennen. Ansonsten wurde er ob seines grotesken Aussehens Schaulustigen vorgeführt oder auf Fotokarten unter anderem als Shlitze the Pinhead, Last of the Aztecs, Last of the Incas, Slitzy the Monkey Girl oder Julius the Missing Link vermarktet.

### Ende und Nachleben
Anfang der 1960er Jahre verstarben George Surtees und dessen Frau Dolores. Die Tochter, die nicht im Schaustellergewerbe war, wollte die Vormundschaft nicht übernehmen. Sie vermittelte Schlitzie an ein befreundetes Schaustellerpaar, das ihn noch jahrelang auf Jahrmärkten und Tingeltangel-Veranstaltungen als lokale Attraktion vermarktete und mit Bildern und Souvenirs von ihm hausieren ging. Schlitzie soll im Alter von 70 Jahren an einer Lungenentzündung verstorben sein und wurde in einem anonymen Grab auf dem Queen of Heaven Cemetery in Rowland Heights, Kalifornien, beigesetzt.
2007 kam durch eine Sammlung in einem Internetforum genug Geld zusammen, um die (in den USA in solch einem Fall erforderlichen) 'Rechte' an Schlitzies Grab zu erwerben und somit einen Grabstein errichten zu können. Da er sich das Grab mit zwei anderen Verstorbenen teilen muss (in den USA üblich bei Armengräbern) und er zuletzt in das Grab kam, musste sein Name zuunterst auf den Stein geschrieben werden, falls sich später noch Angehörige der anderen Verstorbenen melden sollten.
Noch Jahre nach dem Tod wurde die Figur „Schlitzie“ in vielen Formen vermarktet: so beispielsweise als Halloweenmaske, als Motiv auf T-Shirts und vielen anderen Hollywood-Devotionalien sowie als Comicfigur Zippy the Pinhead in einem gleichnamigen Comicstrip des US-Zeichners Bill Griffith.

## Filme
- 1932: Freaks
- 1934: Tomorrow’s Children
- 1941: Meet Boston Blackie